# Фрідріх Петран
Фрідріх Петран (нім. Friedrich Petran; 6 грудня 1919, Кассель — 21 листопада 1981) — німецький офіцер-підводник, оберлейтенант-цур-зее крігсмаріне.

## Біографія
1 жовтня 1938 року вступив на флот. З 30 червня по 17 грудня 1941 року пройшов курс підводника, після чого був направлений на будівництво підводного човна U-178. З 14 лютого 1942 року — 2-й вахтовий офіцер на U-178. В липні-серпні 1944 року пройшов курс позиціонування (радіовимірювання), з 1 вересня по 15 жовтня — курс командира човна, з 16 жовтня по листопад — тактичну підготовку при 27-й флотилії. З грудня 1944 року — командир U-516. 5 квітня 1945 року вийшов у свій перший і останній похід. 14 травня здався поблизу шотландського озера Лох-Еріболл кораблям британського флоту. В жовтні 1945 року звільнений.

## Звання
- Кандидат в офіцери (1 жовтня 1938)
- Морський кадет (1 липня 1939)
- Фенріх-цур-зее (1 грудня 1939)
- Оберфенріх-цур-зее (1 серпня 1940)
- Лейтенант-цур-зее (1 квітня 1941)
- Оберлейтенант-цур-зее (1 січня 1943)

## Нагороди
- Нагрудний знак мінних тральщиків (вересень 1940)
- Нагрудний знак підводника (10 січня 1943)
- Залізний хрест 2-го і 1-го класу (10 січня 1943) — отримав 3 нагороди одночасно.
- Фронтова планка підводника
  - в бронзі (7 жовтня 1944)
  - в сріблі (6 березня 1945)